# Los Llanitos
Los Llanitos è un comune (corregimiento) della Repubblica di Panama situato nel distretto di San Carlos, provincia di Panama. Si estende su una superficie di 61,6 km² e conta una popolazione di 3.264 abitanti (censimento 2010).